# Urur
Urur – według Sumeryjskiej listy królów trzeci władca należący do dynastii z Akszak. Dotyczący go fragment brzmi następująco:
„Urur (z Akszak) panował przez 6 lat”.